# Stiria demaculata
Stiria demaculata là một loài bướm đêm trong họ Noctuidae.